# Thomas Townshend (1er vicomte Sydney)
Thomas Townshend, 1er vicomte Sydney (24 février 1733 – 30 juin 1800) est un homme politique et pair britannique.
Il a donné son nom, entre autres, à la ville australienne de Sydney.

## Biographie

### Vie privée
Thomas Townshend est le fils de l'honorable Thomas Townshend (second fils de Charles Townshend, 2e vicomte Townshend) et d'Albinia Selwyn.
Il fait ses études au Clare College de Cambridge.
Il prend le nom de « Sydney » pour rappeler sa descendance de Robert Sidney, 2e comte de Leicester qui lui-même descend d'un secrétaire militaire du Surrey, John de Sydenie dont le nom venait d'un village appelé Saint-Denis en Normandie.

### Vie publique

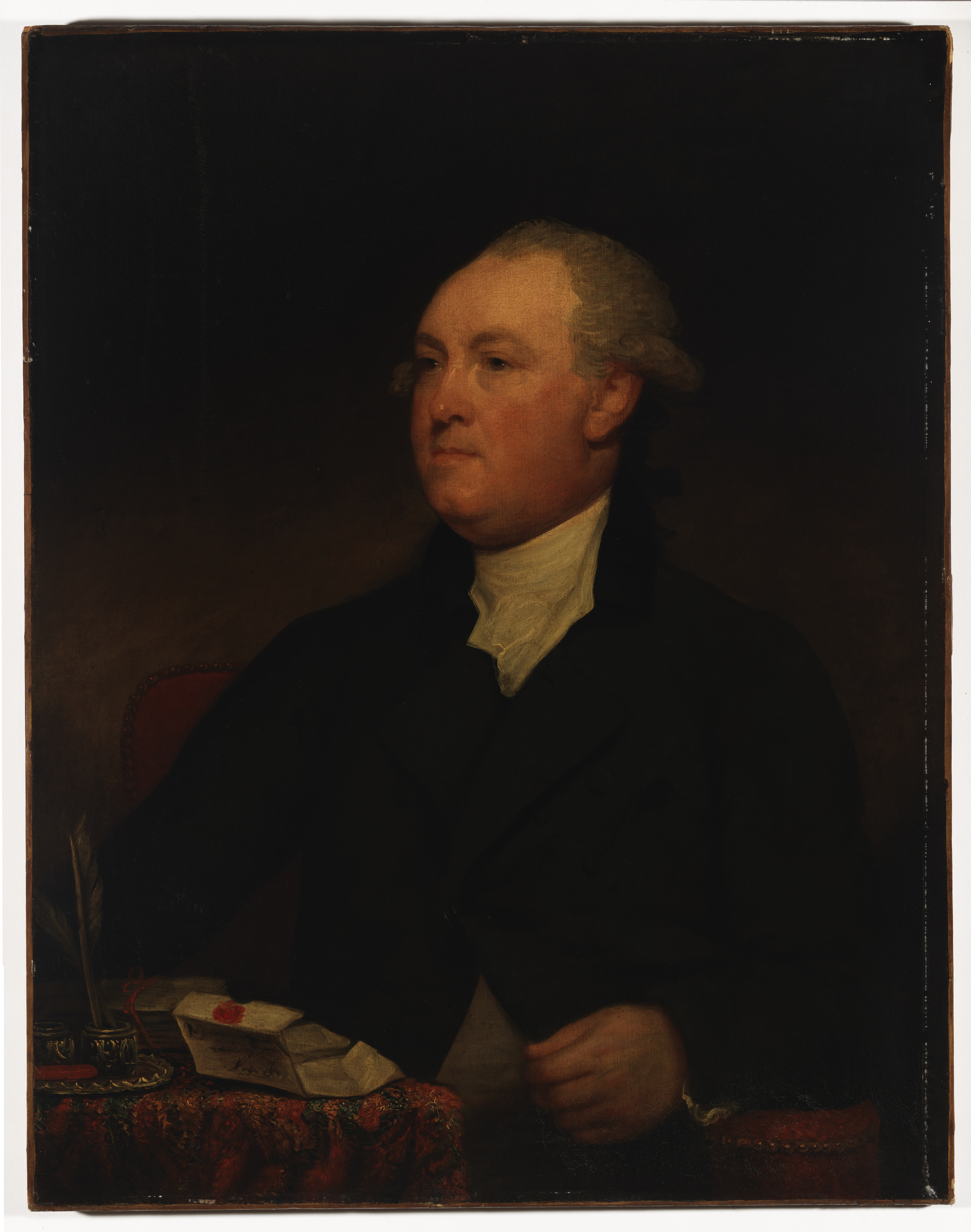
Portrait du 1er vicomte Sydney au XVIIIe siècle (Gilbert Stuart).

Thomas Townshend est élu à la Chambre des communes en 1754 comme député whig de Whitchurch dans le Hampshire et a occupé ce siège jusqu'à son élévation à la pairie en 1783. Il s'est d'abord aligné sur son grand-oncle Thomas Pelham-Holles, , 1erduc de Newcastle-upon-Tyne, mais s'est ensuite rapproché de William Pitt l'Ancien contre George Grenville.
Il occupe les fonctions de greffier de maison du prince de Galles (1756-1760) et de greffier au drap vert de 1761 à 1762. En 1765, il est également nommé lord du Trésor dans le gouvernement de Charles Watson-Wentworth, 2e marquis de Rockingham et continue dans cette fonction dans le gouvernement de William Pitt l'Ancien jusqu'en décembre 1767, date à laquelle il devient membre du Conseil privé et co-payeur des Forces. Durant le ministère de William Pitt l'Ancien et d'Augustus FitzRoy, 3e duc de Grafton, il soutient la position de son cousin Charles Townshend en ce qui concerne le programme de revenus américain. Thomas Townshend est forcé de quitter ses fonctions en juin 1768 par Augustus FitzRoy, 3e duc de Grafton qui veut que Richard Rigby en tant que payeur des forces gagne les faveurs de John Russell, 4e duc de Bedford.
Thomas Townshend reste dans l'opposition jusqu'à la fin du gouvernement de Frederick North, 2e comte de Guilford et s'exprime fréquemment à la Chambre des communes contre la Guerre d'indépendance des États-Unis.
Il reprend ses fonctions de secrétaire à la guerre dans le deuxième gouvernement de Charles Watson-Wentworth, 2e marquis de Rockingham. Lorsque William Petty-FitzMaurice, 1er marquis de Lansdowne devint Premier ministre en juillet 1782, Thomas Townshend lui succède comme secrétaire d'État à l'Intérieur et devient leader de la Chambre des communes.
Parmi les questions nécessitant une attention particulière figure un projet d'attaque des possessions espagnoles en Amérique du Sud». Pour obtenir de l'aide dans la planification de l'expédition, Thomas Townshend s'est tourné vers le capitaine Arthur Phillip. Le plan élaboré par Arthur Phillip et approuvé par Thomas Townshend en septembre 1782 prévoit qu'un escadron de trois navires de ligne et une frégate monte un raid sur Buenos Aires et Montevideo, de là pour se diriger vers les côtes du Chili, du Pérou et du Mexique et finalement traversent le Pacifique pour rejoindre l'escadre britannique des Indes orientales pour une attaque sur Manille, la capitale des Philippines espagnoles. L'expédition appareille le 16 janvier 1783, sous le commandement du commodore Sir Robert Kingsmill, 1er baronnet de Sidmanton. Arthur Phillip reçoit le commandement de l'un des navires de ligne, le HMS Europa de 64 canons.
Peu de temps après la navigation, un armistice est conclu entre la Grande-Bretagne et l'Espagne. Arthur Phillip emmène le HMS Europa en Inde pour rejoindre l'escadre britannique des Indes orientales mais après son retour en Angleterre en avril 1784, il reste en contact avec Thomas Townshend et le sous-secrétaire d'État parlementaire au ministère de l'Intérieur, Sir Evan Nepean, 1er baronnet de Bothenhampton. D'octobre 1784 à septembre 1786, il est employé par Sir Evan Nepean, 1er baronnet de Bothenhampton, responsable des services secrets relatifs aux puissances bourboniennes, à la France et à l'Espagne, pour espionner les arsenaux navals français à Toulon et dans d'autres ports.
Thomas Townshend est créé baron Sydney de Chislehurst et entre à la Chambre des lords le 6 mars 1783. Il propose initialement son titre de baron Sidney, en l'honneur de son parent, le célèbre opposant à la tyrannie royale, Algernon Sidney. Il s'est opposé à la coalition Fox-North et revient au pouvoir politique sous William Pitt le Jeune servant comme secrétaire d'État à l'Intérieur de 1783 à 1789.
Au Canada, en Nouvelle-Écosse, Sydney sur l'île du Cap-Breton (aujourd'hui la province de la Nouvelle-Écosse) a été fondée par le colonel Joseph Vallet des Barres en 1785 et nommée en son honneur puis il nomme le colonel Joseph Vallet des Barres gouverneur de la nouvelle colonie de l'île du Cap-Breton.
Après la perte des Treize Colonies, le baron Sydney, alors secrétaire d'État à l'Intérieur, est chargé d'élaborer un plan visant à installer les condamnés à Botany Bay. Son choix d'Arthur Phillip comme gouverneur est inspiré et le leadership d'Arthur Phillip a joué un rôle déterminant pour garantir la survie de la colonie pénale. Le 26 janvier 1788, Arthur Phillip nomme Sydney Cove en son honneur et la colonie devint connue sous le nom de Sydney Town. En 1789, le baron Townshend est créé vicomte Sydney.
Bien que la colonisation de la Nouvelle-Galles du Sud ne soit qu'une des nombreuses responsabilités du secrétaire d'État à l'Intérieur, le vicomte Sydney est reconnue comme « l'initiateur du plan de colonisation de la Nouvelle-Galles du Sud » par David Collins. David Collins écrit que « l'esprit bienveillant » du vicomte Sydney l'amène « à concevoir cette méthode pour racheter de nombreuses vies qui pourraient être perdues à cause des lois offensées ; mais qui, étant préservées sous des règlements salutaires, pourraient ensuite devenir utiles à la société » ; et au « patriotisme » du vicomte Sydney, le plan présente une perspective d'avantage commercial et politique ».
En choisissant le nom « Sydney » lors de son élévation à la pairie en 1783, Thomas Townshend démontre sa fierté d'être issu de la famille Sidney, qui a été d'éminents opposants à l'absolutisme Stuart. Le vicomte Sydney se considère comme un whig, ce qui signifie par là qu'il est opposé à toute augmentation du pouvoir et de l'autorité de la prérogative royale. Le nom « Sydney » (référence à Algernon Sydney) est synonyme dans le lexique politique du XVIIIe siècle d'opposition à la tyrannie et à l'absolutisme.
Il est probable que le vicomte Sydney est au courant de la description que fait son illustre ancêtre, Algernon Sidney, des fondateurs de la Rome impériale : « Ainsi, nous trouvons quelques hommes se rassemblant sur les rives du Tibre, résolus à construire une ville et à établir une Gouvernement entre eux ». Le vicomte Sydney est responsable de donner à la nouvelle colonie une constitution et un système judiciaire adaptés à une colonie de citoyens libres plutôt qu'à une prison. La deuxième commission d'Arthur Phillip du 2 avril 1787 le nomme gouverneur d'une colonie avec un gouvernement civil et non avec un gouvernement militaire.
La commission du gouverneur, ainsi que la charte de justice de la colonie établissant le régime juridique donne naissance à la Nouvelle-Galles du Sud, une colonie dont les habitants jouissent de tous les droits et devoirs du droit anglais et où l'esclavage est illégal.

## Famille
Il épouse, le 2 mai 1730, Elizabeth Powys (1736-1826), fille de Richard Powys et de Mary Brudenell. Ils ont sept enfants.
- Georgina Townshend (1er juin 1761 - 12 septembre 1835), célibataire, sans enfants ;
- Mary Elizabeth Townshend (2 septembre 1762 - 21 mai 1761) épouse John Pitt, 2e comte de Chatham (9 octobre 1756 - 24 septembre 1835), sans descendance ;
- John Townshend, 2e vicomte Sydney (21 février 1764 - 20 janvier 1831) épouse en premières noces Sophia Southwell (10 juin 1771 - 9 novembre 1795) (dont descendance), puis épouse en secondes noces Caroline Elizabeth Letitia Clements (1781 - 9 août 1805) (dont descendance) ;
- Frances Townshend (20 février 1772 - 13 août 1854) épouse George Rice, 3e baron Dynevor (8 octobre 1765 - 9 avril 1852), dont descendance ;
- Harriet Katherine Townshend (29 novembre 1773 - 24 août 1814) épouse Charles Montagu-Scott, 6e duc de Queensberry et 4e duc de Buccleuch (24 mai 1772 - 20 avril 1819), dont descendance ;
- William Augustus Townshend (10 mars 1776 - 3 juillet 1813), célibataire, sans enfants ;
- Horatio George Powys Townshend (6 février 1780 - 25 mai 1843), célibataire, sans enfants.